# Nectogale elegans
Nectogale elegans là một loài động vật có vú trong họ Soricidae, bộ Soricomorpha. Loài này được Milne-Edwards mô tả năm 1870.

## Hình ảnh

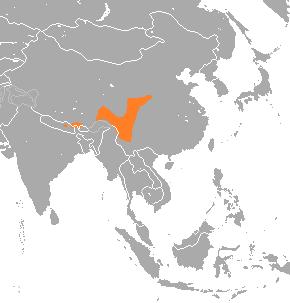
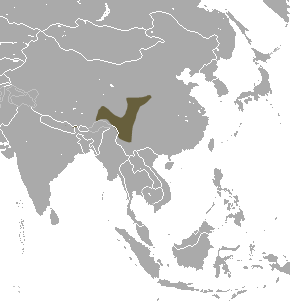